# Brothers in Arms: Hell’s Highway
Brothers in Arms: Hell’s Highway – gra komputerowa z gatunku strzelanek pierwszoosbowych z elementami taktycznymi, stworzona przez studio Gearbox Software i wydana przez Ubisoft w 2008 roku. Akcja rozgrywa się w realiach II wojny światowej. Opowiada historię oddziału amerykańskich spadochroniarzy uczestniczących w operacji Market-Garden. Jest to trzecia część serii Brothers in Arms.
Gracz przejmuje kontrolę nad znanym z poprzednich części żołnierzem o imieniu Matthew Baker. Pojawia się także obecny w poprzednich częściach Joe „Red” Hartsock. Istnieje możliwość kierowania grupami uderzeniowymi, posiadającymi np. moździerz czy bazookę (w grze występuje wzór M9), lub nasłania ich na konkretnych przeciwników; manewrem taktycznym jest tu flankowanie. Dodatkowo otoczenie może zostać użyte jako osłona, ale także i zniszczone – jak np. płoty.
Z powodu licznych zachowanych fotografii miejsc akcji operacji Market-Garden, lokacje w grze mogły zostać realistycznie odwzorowane. Część akcji przypada na ulice Eindhoven. Charakterystyczną cechą gry są również przerywniki filmowe (cutsceny), w których zobrazowane są uczucia żołnierzy lub ich wzajemne relacje, niekiedy też elementy humorystyczne.